# リューカン＝ノトデンの産業遺産
リューカン＝ノトデンの産業遺産（リューカン＝ノトデンのさんぎょういさん）は、ノルウェーのテレマルク県にある世界遺産リスト登録物件で、ヘッダール湖とヴェストフィヨール谷周辺に形成された産業景観を保護するために設定された。その景観の中心的要素は、大気中の窒素を固定して化学肥料を生産するために、ノルスク・ハイドロ（ノシュク・ヒドロ）社が20世紀初頭以降に建設した施設群である。この産業遺産にはリューカンとノトデンに残る産業施設群、すなわち工場群、電力関連（水力発電所や送電線）、輸送関連（鉄道やフェリー）、労働者関連（宿泊施設、社会的施設など）を含んでいる。リューカンとノトデンは約80 km 隔たった2つの企業城下町だが、世界遺産に登録されている範囲は（原語が単数形になっているように）切り離されておらず、その2つの町を含むヘッダール湖とメース湖を繋ぐ渓谷沿い93 km の細長いひとまとまりの地域を対象としている。

## 歴史
ヨーロッパでは、トマス・ロバート・マルサスが『人口論』を著した後、来るべき人口増加に備えた農業生産力の向上を目指した研究が進められていた。様々な肥料が試みられる中、1870年代以降に中心を占めたのが、グアノ、次いでチリ硝石であった。しかし、天然資源であるがゆえに枯渇が懸念され、空気中に多量に存在する窒素を化合物として取り出すこと（化学的窒素固定）が模索された。ノルウェーの物理学者クリスチャン・ビルケランは、サムエル・エイデとともに、窒素固定によって硝酸カルシウムを生成する手法を確立した。これはビルケラン＝エイデ法ないし電弧法（空中電弧法）と呼ばれる。
ビルケラン＝エイデ法は雷の反応に着想を得たもので、電弧の高熱を利用して窒素固定をする手法である。しかし、これには大量の電力を必要とするので、安価な電力源が必要となる。そのための最初の実験的な水力発電所が、1901年にノトデン郊外で建設されたティンフォス第一発電所 (Tinfos I) であった。ノルウェーは水資源に恵まれており、水力発電に適しているのである（2014年時点でも総発電量1,423億kWhのうち、1,366億kWhが水力）。
ノトデンを含む東テレマルク地方では、それまで工業発展が十分でなく、人口もまばらな農業地域だったが、ノルスク・ハイドロ社が1905年に設立され、工業が発展するようになった。化学肥料を生産するには、工場、発電所、労働者向けインフラストラクチャー、製品出荷施設などを建設することが不可欠だったのである。ノトデンはノルスク・ハイドロ社の発祥の地とされる。ビルケラン＝エイデ法のすぐ後には、ドイツのオットー・シェーンヘアも電弧による窒素固定を実現しており、ノルスク・ハイドロはそれを用いるBASF社とも提携した。
1907年、この地に本格的な水力発電所として、当時ヨーロッパ最大、世界でも2番目に大きかったスヴェルグフォス水力発電所 (Svelgfoss Hydroelectric Power Station) が建設された。世界1位はナイアガラ川にあったオンタリオ・パワー (Ontario Power) だったが、リューカン近郊の滝に建設されたヴェーモルク（1911年）はそれを上回り、世界最大の発電所となった。なお、その近くに建設された重水のプラントは、第二次世界大戦中のノルスク・ハイドロ重水工場破壊工作で知られることになる。続いて、ティンフォス水力発電所2号機（Tinfos II, 1912年）、ソーハイム水力発電所（Såheim Hydroelectric Power Station, 1915年）が相次いで建設されたが、この2つとヴェーモルクは、世界遺産登録時点でも稼動中だった。なお、ビルケラン＝エイデ法で生産された硝酸カルシウムは「ノルウェー硝石」の名で売り出され、その生産量は1903年度の25トンから、1909年度の25,000トンまで急増した。さらに1912年にはリューカンに第一工場（3,500 kWhのビルケラン炉6台、1,000 kWhのシェーンヘア炉120台）、ついで1916年に第二工場（ビルケラン新型炉36台）が建設され、この両工場の合計年間生産量は3万トン、実に世界の電弧法で生産される窒素の7割を占めたのである。
しかし、大電力を必要とするビルケラン＝エイデ法は、豊かな水資源に恵まれたノルウェー以外では用いられず、ハーバー・ボッシュ法が確立したことで、そちらが化学的窒素固定の中心を占めるようになった。ビルケラン＝エイデ法の場合、1トンの窒素固定に必要な電力が65,000 - 75,000kWhなのに対し、ハーバー・ボッシュ法をはじめとするアンモニア合成法の場合は、17,000 - 18,000 kWhで済んでしまうのである。この消費電力の差は、電力の低廉なノルウェーでさえも、アンモニア合成法の方が有利になることを意味する。そこでリューカンとノトデンにも、後にはアンモニア合成法による製造工場が建てられた。このような発展を背景に、ノルウェーは1950年代までヨーロッパ最大の窒素輸出国の地位を占めていた。
リューカンにもノトデンにも多くの工場施設群が残る。リューカンの場合、工場や研究所の建物に混じって、1基だけ孤立した塔がある。これは、もともと32基あった製薬塔 (acid tower) の中で、唯一残されたものである。
ノトデンはノルスク・ハイドロの進出前から、ティンフォス社（Tinfos AS, 当初は製紙業、後に製鉄業）が進出しており、労働者住宅なども、ノルスク・ハイドロだけでなくティンフォスによって形成されたものが含まれる。それに対し、リューカンの集落は、ノルスク・ハイドロの進出によって形成された純粋な企業城下町であり、1920年には約12,000人を擁するノルウェー最大の工業都市にまで成長した（生産拠点が移転した1960年代以降、工業都市としては衰退する）。リューカンの労働者住宅群には、新古典主義、アール・ヌーヴォー、歴史主義、機能主義などの様式が混在している。このように、リューカンとノトデンは形成過程に若干の違いはあるが、どちらの労働者住宅群にも田園都市の思想が投影されている。
鉄道も敷設され、1911年には電化された。ノトデンは東テレマルク地方の商業・交通の拠点として、世界遺産登録時点でも幹線鉄道セールラン線が通るが、工業的重要性が低下したリューカン線は1991年に廃線となった。しかしながら、一帯には20世紀初頭まで遡る旧駅舎など、関連施設群が多く残っている。ほか、フェリーを使った水運も発達し、波止場など、そちらに関する施設群も残る。

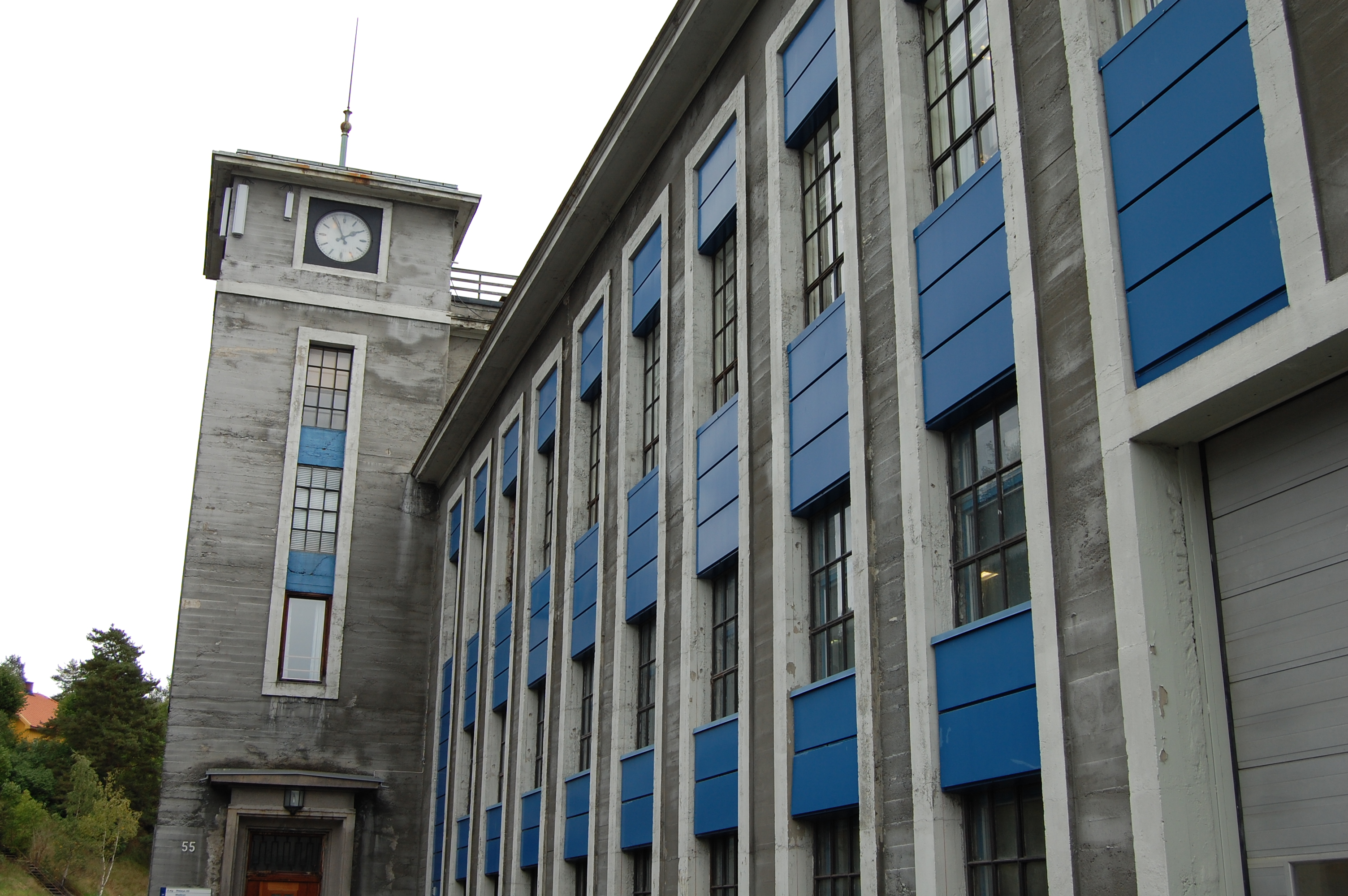
ノトデンの水素プラント
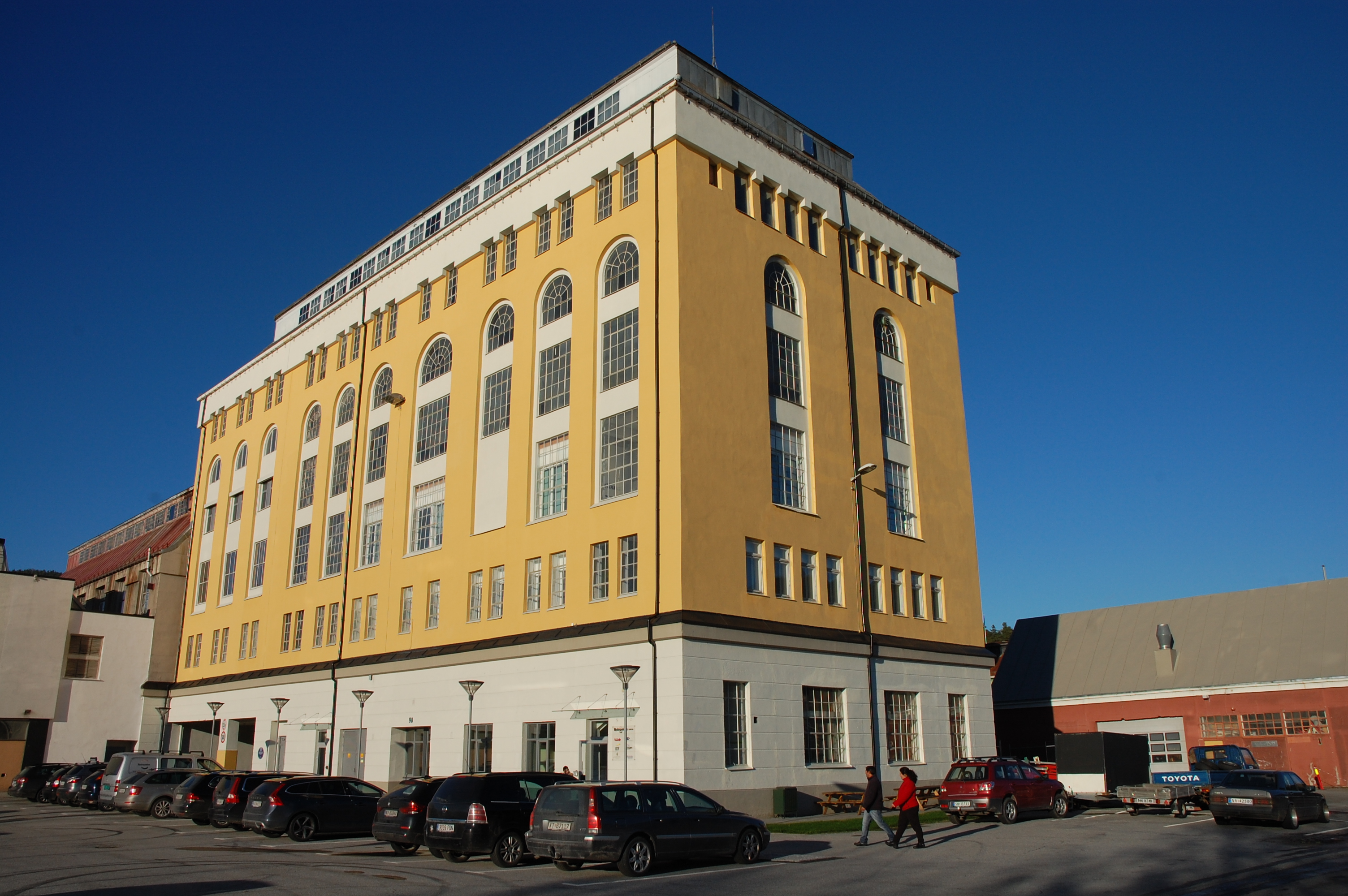
ノトデンのアンモニア工場
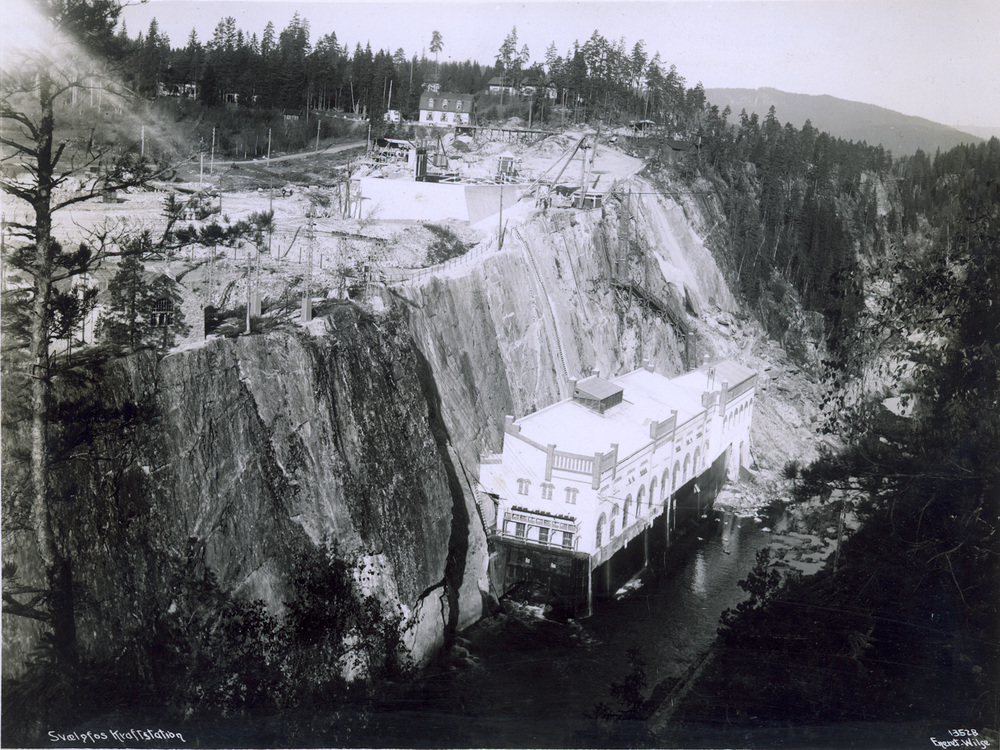
スヴェルグフォス水力発電所（1911年）
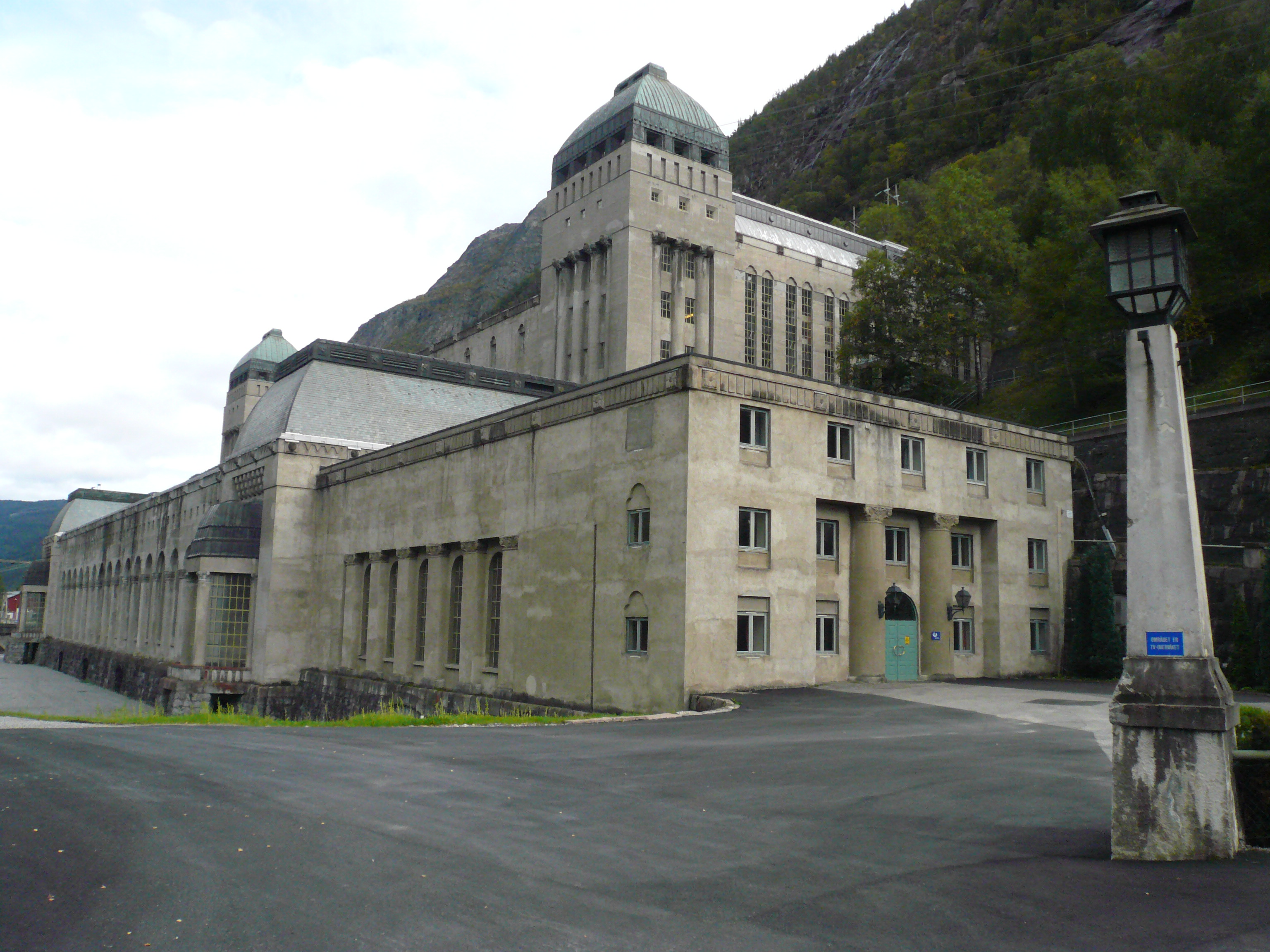
ソーハイム水力発電所
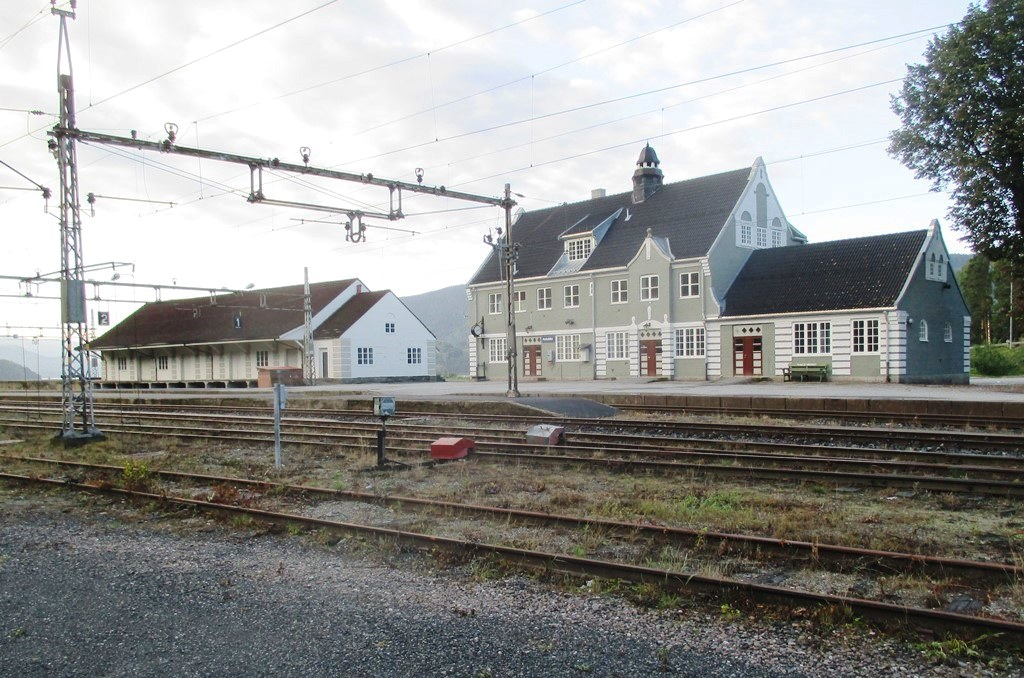
ノトデン駅舎
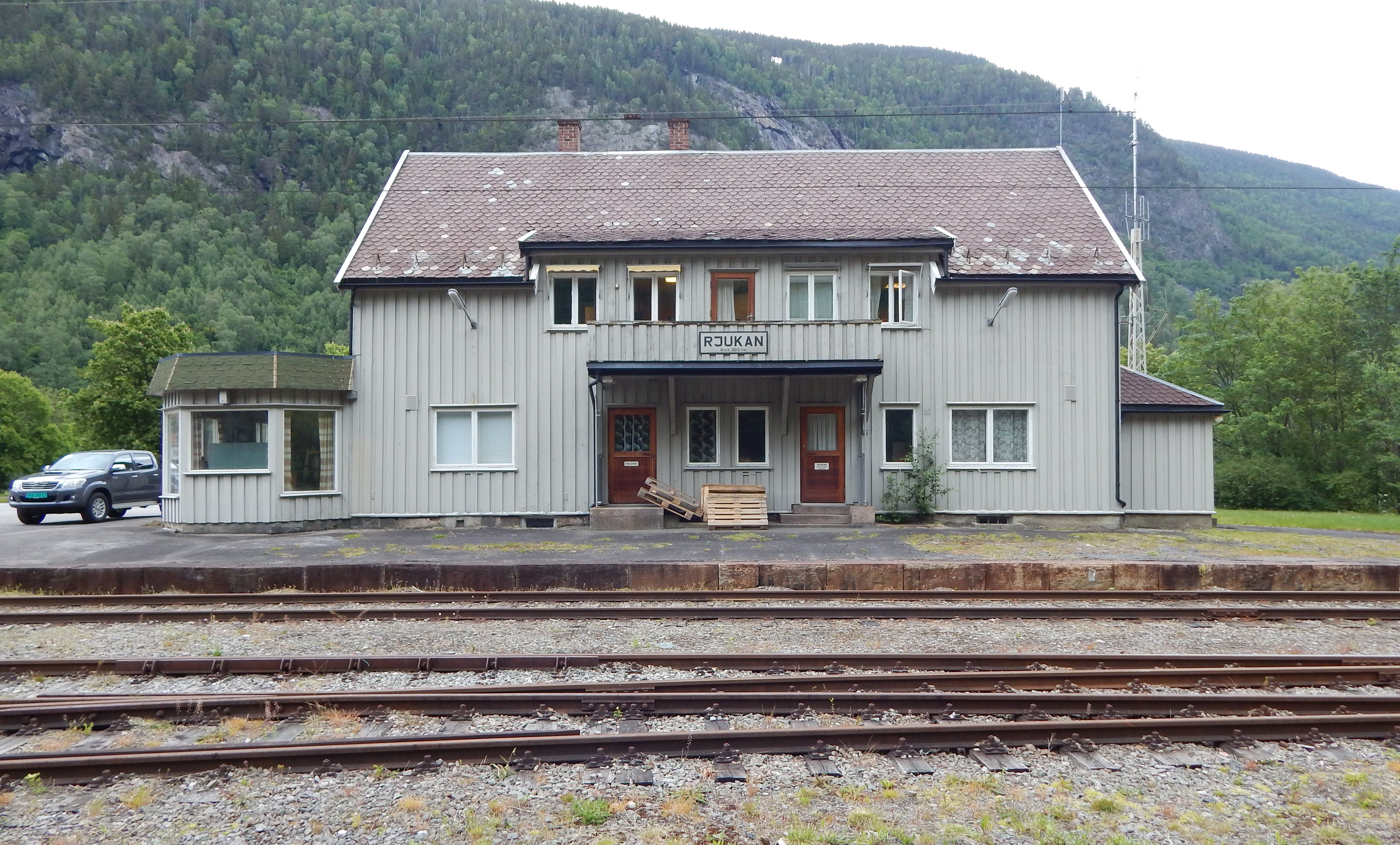
リューカン駅舎
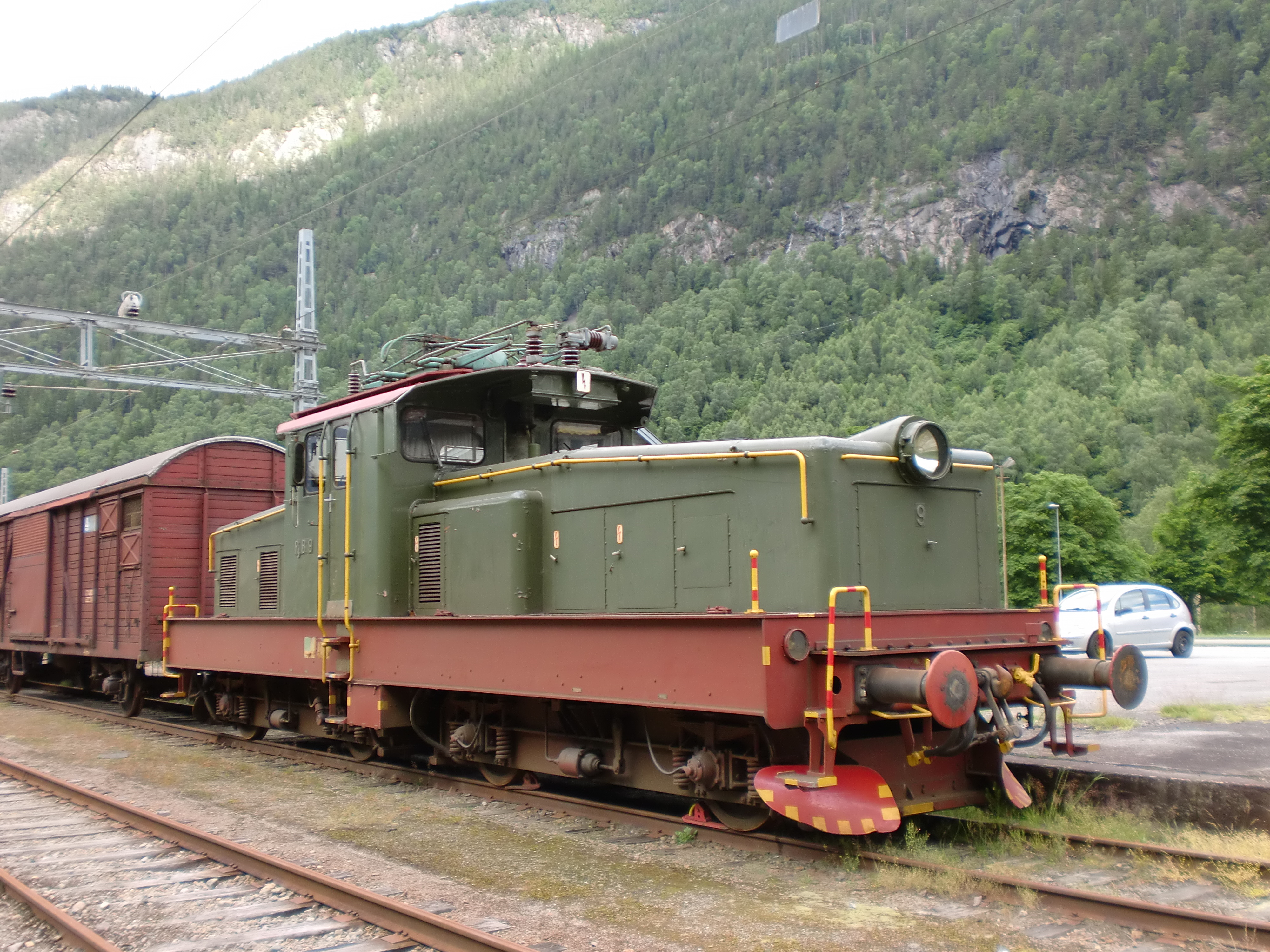
リューカン線の車両

## 登録経緯
この物件が世界遺産の暫定リストに加えられたのは2009年11月26日のことだったが、その時点では「リューカン/ノトデンおよびオッダ/ ティッセダールの産業遺産群 : 水力発電を動力とする重工業、関連する都市施設群（企業城下町群）および輸送システム」だった。オッダ＝ティッセダールは、リューカン＝ノトデンと同じように、水力発電を利用して肥料生産をしていたが、後に構成資産の絞込みの中で、推薦対象から外れた。
リューカン＝ノトデンは、2014年1月30日に世界遺産センターへ正式推薦された。推薦書では、オッダ＝ティッセダールのような国内の産業遺産、既に世界遺産に登録されていたヨーロッパ各地の産業遺産、ハンバーストーンとサンタ・ラウラの硝石工場群（チリの世界遺産）のような主題の似た世界遺産、さらには世界各国の暫定リスト記載物件なども比較対象となり、当時は暫定リスト記載物件だった明治日本の産業革命遺産 製鉄・製鋼、造船、石炭産業も比較研究の対象となった。世界遺産委員会の諮問機関である国際記念物遺跡会議(ICOMOS) は、そうした比較研究や現地調査の結果も踏まえ、「登録」を勧告した。
2015年の第39回世界遺産委員会では、委員国からも賛成意見が相次ぎ、問題なく登録が認められ、7月5日に世界遺産リストに加えられた。

### 登録名
この物件の正式名は英語: Rjukan-Notodden Industrial Heritage Site およびフランス語: Site du patrimoine industriel de Rjukan-Notodden である。その日本語名は、以下のように若干の揺れがある。
- リューカンとノトデンの産業遺産群 - 日本ユネスコ協会連盟[26]、東京文化財研究所[27]
- リューカン・ノトッデンの産業遺産 - 世界遺産検定事務局[28][29]
- リューカン-ノトッデン工業遺産群 - 月刊文化財[30]
- リューカン・ノトッデン産業遺産地 - 古田陽久・古田真美[31]
- リューカン・ノートーデンの間の産業遺産 - なるほど知図帳[32]
- リューカンとノトデンの産業遺産 - 今がわかる時代がわかる世界地図[33]

## 登録基準
この世界遺産は世界遺産登録基準のうち、以下の条件を満たし、登録された（以下の基準は世界遺産センター公表の登録基準からの翻訳、引用である）。
- (2) ある期間を通じてまたはある文化圏において、建築、技術、記念碑的芸術、都市計画、景観デザインの発展に関し、人類の価値の重要な交流を示すもの。

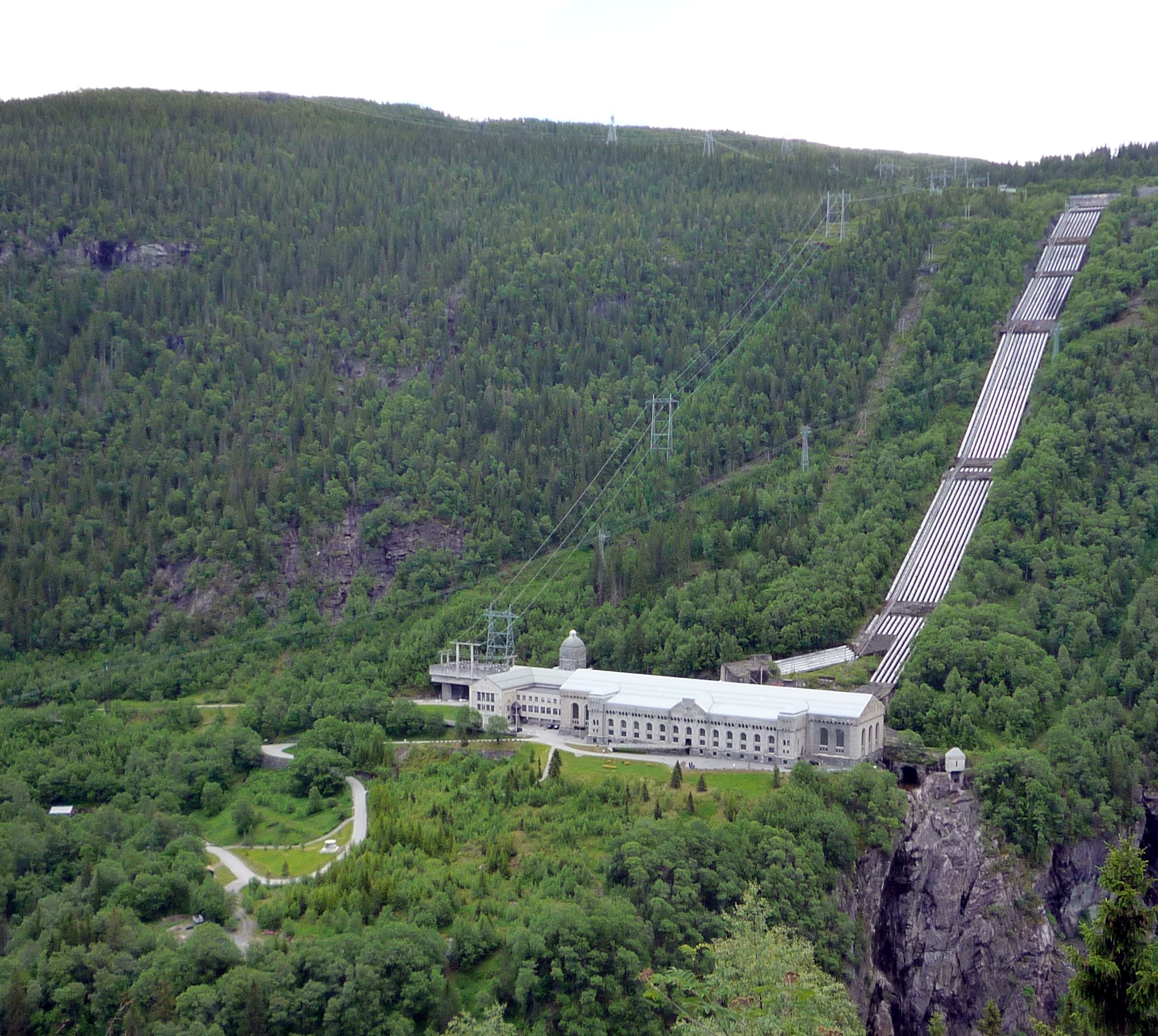
ヴェーモルク水力発電所

  - 世界遺産委員会はこの基準について、「リューカン＝ノトデンの産業遺産は、産業上の目的と資産とが景観に結びついた組合せの傑出した例証であり、20世紀初頭の技術的発展の重要な交流を示している」[34]とした。

- (4) 人類の歴史上重要な時代を例証する建築様式、建築物群、技術の集積または景観の優れた例。
  - 世界遺産委員会はこちらの基準については、「リューカン＝ノトデンの技術的集積体は、それを構成するダム、トンネル、パイプ、発電所、送電線、工場地区とその施設、企業城下町、鉄道・フェリー航路が、一つの景観の中に位置している。また、その景観の地形は、必要とされた大電力を生み出すための水力発電を可能にするものであった。本件は、20世紀初頭の新たなグローバル産業の例として抜きん出ている」[34]とした。